# Tetraleurodes psidii
Tetraleurodes psidii là một loài côn trùng cánh nửa trong họ Aleyrodidae, phân họ Aleyrodinae.
Tetraleurodes psidii được David miêu tả khoa học đầu tiên năm 1993.